# Boże, coś Polskę

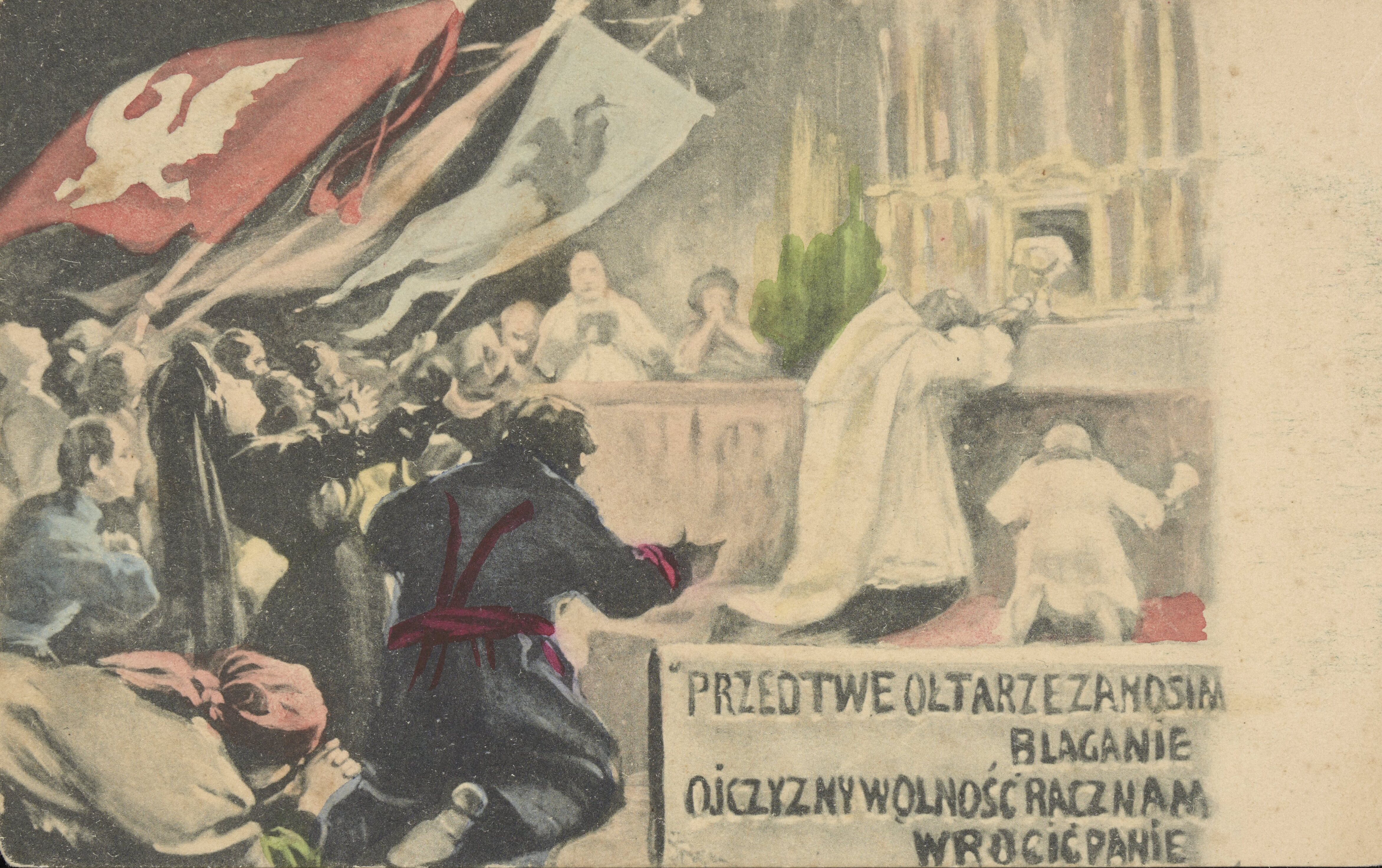
Pocztówka z 1909 r.

Boże, coś Polskę – polska, katolicka pieśń religijna o charakterze patriotycznym.
Po odzyskaniu przez Polskę niepodległości w 1918 roku konkurowała z Mazurkiem Dąbrowskiego o uznanie za hymn państwowy.

## Rozwój
Wyrosła z hymnu Alojzego Felińskiego (słowa; muzyka – Jan Nepomucen Piotr Kaszewski) na cześć cara i króla Królestwa Polskiego „Boże, zachowaj Króla” z 1816 (od 1818 roku pod nazwą Pieśń narodowa za pomyślność króla) powstałego na zamówienie wielkiego księcia Konstantego i adresowanego do cara Aleksandra I, wzorowanego na angielskim hymnie God save the King. Pierwotnie w refrenie pieśni Felińskiego padały słowa: Naszego króla zachowaj nam Panie!, jako hołd dla cara i króla Aleksandra I, na rocznicę ogłoszenia Królestwa Polskiego.
Już w następnym roku nieoficjalnie zaczęto śpiewać w tym miejscu Naszą ojczyznę racz nam wrócić, Panie. Melodia pieśni została uproszczona i upodobniona do melodii pieśni religijnej „Bądź pozdrowiona, Panienko Maryja”. Pieśń zaczęła funkcjonować w obiegu jako pieśń konspirantów, a po klęsce powstania listopadowego stała się manifestacją uczuć patriotycznych. Do początkowych dwóch zwrotek w 1828 roku dodano dwie kolejne z Hymnu do Boga o zachowanie wolności, którego autorem był Antoni Gorecki. Jednocześnie pieśń zaczęto śpiewać na melodię starego hejnału Bądź pozdrowiona, Panienko Maryjo, później na melodię Serdeczna Matko (autorem muzyki do najwcześniejszej wersji był Jan N. Kaszewski). W zaborze rosyjskim została zakazana w 1862 roku. W rok później towarzyszyła powstańcom i stąd nazwano ją Marsylianką 1863 roku. Była wielokrotnie przekładana na inne języki.
Po uzyskaniu niepodległości (także po 1989) śpiewano już Ojczyznę wolną pobłogosław Panie, by w czasach okupacji hitlerowskiej oraz w PRL ponownie powrócić do nieco zmienionej wersji, proszącej o przywrócenie wolności Ojczyźnie: Ojczyznę wolną racz nam wrócić Panie.
Pieśń może być interpretowana z eschatologicznej perspektywy polskiego mesjanizmu: operując hasłami Bóg i Ojczyzna, stanowi ona przypomnienie o biblijnym przymierzu Boga z narodem wybranym.
Pierwotny tekst opublikowany w „Gazecie Warszawskiej” 20 lipca 1816 roku:
Boże! Coś Polskę przez tak liczne wieki
Otaczał blaskiem potęgi i chwały
I tarczą swojej zasłaniał opieki
Od nieszczęść, które przywalić ją miały
Przed Twe ołtarze zanosim błaganie,
Naszego Króla zachowaj nam Panie!
Tyś, coś ją potem, tknięty jej upadkiem,
Wspierał walczącą za najświętszą sprawę,
I chcąc świat cały mieć jej męstwa świadkiem,
Wśród samych nieszczęść pomnożył jej sławę
Przed Twe ołtarze...
Ty, coś na koniec nowymi ją cudy
Wskrzesił i sławne z klęsk wzajemnych w boju
Połączył z sobą dwa braterskie ludy,
Pod jedno berło Anioła pokoju:
Przed Twe ołtarze...
Wróć nowej Polsce świetność starożytną
I spraw, niech pod Nim szczęśliwą zostanie
Niech zaprzyjaźnione dwa narody kwitną,
I błogosławią Jego panowanie;
Przed Twe ołtarze...
Prawykonanie hymnu nastąpiło w Warszawie 3 sierpnia 1816 roku w imieniny „N. Cesarzowej Marii Teodorówny, matki najukochańszego monarchy naszego”.
Postanowieniem z 23 marca 1937 minister Wyznań Religijnych i Oświecenia Publicznego Wojciech Alojzy Świętosławski ustalił jedyny odtąd obowiązujące wszystkie szkoły w Polsce tekst pieśni „Boże, coś Polskę”.

## Inspiracje
Scenę odśpiewania pieśni zamieszczono w filmie pt. Hubal w reżyserii Bohdana Poręby. Pieśń tę śpiewają tam, wspólnie z chłopami w wiejskim kościele w czasie świątecznego nabożeństwa, żołnierze z Oddziału Wydzielonego Wojska Polskiego pod dowództwem majora Hubala. Usunięcia tej sceny żądali cenzorzy, którzy jednak zrezygnowali z żądań, jak opowiadał reżyser filmu Bohdan Poręba, ze względu na osobistą interwencję poruszonego sceną ministra obrony narodowej, generała Wojciecha Jaruzelskiego.